# Rundrejse
En rundrejse er en rejse med to eller flere rejsemål, hvor rejsemålene ofte er forskudt, så de ikke kan nås ved gennemrejse.

## Eksempel
- En rejse fra København til rejsemålene Kalundborg og Skælskør vil kaldes en rundrejse.
- En rejse fra København til rejsemålene Roskilde og Kalundborg vil typisk ikke kaldes rundrejse, da Roskilde ligger på vejen til eller fra Kalundborg.

| Turisme | Spire Denne artikel om turisme er en spire som bør udbygges. Du er velkommen til at hjælpe Wikipedia ved at udvide den. |